# Patikul
Patikul é um município de  terceira classe de renda municipal (d) na província Sulu, nas Filipinas. De acordo com o censo de 1 de maio  de  2020 possui uma população de 79 564 pessoas e 13 776 domicílios.